# Schickeria

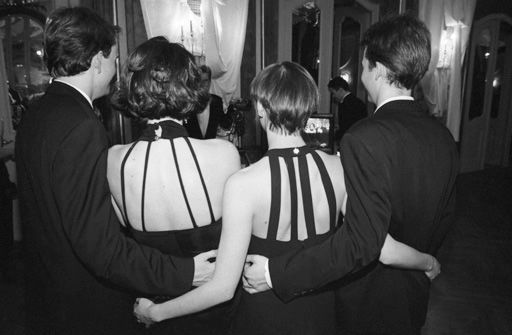
Zwei Paare in Abendkleidung

Die Schickeria (von Italienisch sciccheria = Schick, Eleganz und jidd./jüd.-dt. „schickern“ = „trinken, sich betrinken“ und von deutsch schick) ist eine ursprünglich spöttische Bezeichnung für das Szenepublikum, dessen Party-Eskapaden durch den Boulevardjournalismus der breiten Öffentlichkeit zugetragen werden. Synonym dazu ist der Begriff Schickimicki. Dieses Wort wird auch adjektivisch und für einzelne Angehörige der „Schickeria“ verwendet. Es ist gebildet nach dem Wischiwaschi-Prinzip wie Heckmeck, Krimskrams, Remmidemmi, Kribbeskrabbes. Es gibt darüber hinaus verschiedene Begriffsverwendungen oder Verknüpfungen wie „Schickeria-Droge“ (für Kokain) oder „Öko-Schickeria“.
Den Urheberrechtsanspruch für den Begriff „Schickeria“ erhob der Schriftsteller Gregor von Rezzori und verwies dabei schon als Erklärung auf das Wort „schick“ und den jiddischen Begriff „schickern“ für „sich besaufen“. Erst die Verbindung beider Begriffe bezeichne präzise die gemeinte Sache, wobei darüber hinaus die Schickeria aber auch vom Wichtig-und-schön-sein-wollen lebe, denn Geld allein genügt noch nicht. Die Schickeria „will, sie darf nicht unter sich bleiben, sondern muss die Gesellschaft anderer suchen, nämlich die von noch Höheren, Reicheren, Mächtigeren. Der Schickeria wohnt ein unstillbarer Expansionsdrang inne.“ – so Rezzori 1984 für das Magazin Geo Special.

## Allgemeines
Die Zugehörigkeit zur Schickeria wird allgemein daran bemessen, ob man zu szenetypischen Partys geladen wird, die von Medien wahrgenommen werden. Dieser Kreis setzt sich aus Begüterten, Künstlern und Personen des öffentlichen Lebens (überwiegend durch Boulevardmedien bekannte Persönlichkeiten) zusammen. In der Schickeria spielen Äußerlichkeiten wie ausgefallene Kleidung (der Chic bzw. Schick), edles Essen, Champagner und ursprünglich als exaltiert geltendes, aber in den 2010er Jahren schließlich weit verbreitetes Verhalten (insbesondere der beidseitige, angedeutete Wangenkuss, was zu dem Begriff der „Bussi-Bussi-Gesellschaft“ führte) eine herausragende Rolle.

Adabei (Hochdeutsch: „auch dabei“) ist eine österreichische, vor allem in Wien geläufige Bezeichnung für Personen, die Mitglieder der Schickeria sind, sein wollen oder diese medial kommentieren. Der Begriff geht auf das von Vinzenz Chiavacci geschriebene Werk Seltsame Reisen des Herrn Adabei aus dem Jahre 1908 zurück.
Adabei ist auch eine bekannte Kolumne der Kronen Zeitung über das Geschehen im Leben der Prominenten beziehungsweise in der Schickeria, der Szene und dem Jet-Set. Dahinter standen oder stehen immer prominente Journalisten wie Roman Schliesser, der wegen seines Stils umstrittene Michael Jeannée und seit 2011 Norman Schenz.
Auch als Seitenblickegesellschaft wird die immer wieder in den Medien präsente Gesellschaftsschicht bezeichnet. Der vorwiegend in Österreich verwendete Begriff leitet sich von der seit 1987 im ORF, der öffentlich-rechtlichen österreichischen Rundfunkanstalt, ausgestrahlten Society-Sendung Seitenblicke ab und wird seit spätestens 1992 verwendet. Als Wortschöpfer gilt Erhard Busek, der den Begriff sicherlich nicht freundlich meinte. Das Wort wird im Österreichischen Wörterbuch geführt und wurde 2009 auch in den Duden aufgenommen.
Die einerseits auch kritisch verstandenen Begriffe Schickeria, Adabei oder Seitenblickegesellschaft dokumentieren und prägen andererseits ein wichtiges redaktionelles Thema, auf das heute auch elektronische Qualitätsmedien aus kommerziellen Gründen nicht verzichten wollen. Die Leute-Berichterstattung über die Seitenblickegesellschaft ist grundsätzlich aber besonders im Print-Medium ein wichtiger nach eigenen Regeln funktionierender Journalismusbereich und wird laut dem Top-Journalisten Norman Schenz mit „Wir schreiben längst nicht mehr einfach über ein Event, sondern wir erzählen Geschichten“ charakterisiert.

## Beispiele

### München
Als idealtypisch für eine Schickeria gilt die Schwabinger Schickiszene im München der späten 1970er und dann 1980er Jahre, wie sie in der 1981–1983 von Helmut Dietl gedrehten Fernsehserie Monaco Franze vorgeführt wird. Durch den Gegensatz des Münchner Urgewächses Franz Münchinger (gespielt von Helmut Fischer) und seiner Schickeria-affinen Gattin („Spatzl“, gespielt von Ruth Maria Kubitschek) wurde ein sehr detailliertes Bild der Münchner Kultur und insbesondere der Schickeria gezeichnet. Die Fernsehserie Kir Royal (1986) und die Komödie Rossini (1997) – beide ebenfalls gedreht von Helmut Dietl – beschäftigten sich ebenso mit dieser Thematik. Die Spider Murphy Gang besang in ihrem Song Schickeria aber nicht das Münchner Szenelokal „Schikeria“, das in den 1970er- und 1980er-Jahren von Natascha Stangl und ihrem damaligen Mann geleitet wurde, sondern die Schickeria im Allgemeinen und im Speziellen die Münchner Prominentenkneipe „Die Klappe“, die laut Sänger Günther Sigl wegen Drogenvergehen geschlossen worden war. Rudolph Moshammer galt ob seiner Extravaganz als Paradebeispiel für die Münchner Schickeria.
2010 wurde der Kreis der engeren Münchner Schickeria rund um Michael Käfer, Uschi Glas, Roberto Blanco oder Julia Siegel auf 120 Personen geschätzt; im Vergleich zu den Achtzigern hat er aber an Strahlkraft eingebüßt. Eine 2002 gegründete Ultrafangruppe des FC Bayern München nennt sich ironisierend Schickeria München.
Infolge der Wiedervereinigung verlor auch der Begriff „Schickeria“ Relevanz; stattdessen spricht man wie in Berlin üblich eher von „hip“ oder „Szene“.

### Österreich
Der österreichische Liedermacher Rainhard Fendrich beschreibt die Wiener Schickeria in seinem 1981 veröffentlichten Song Schickeria.
Seitenblicke seit 1987 und Chili von 2010 bis 2012 sind bzw. waren Fernsehsendungen des ORF, die täglich über das Geschehen in der österreichischen Adabei-Szene bzw. Schickeria berichten. Der Privatsender Puls 4 zeigt in Pink! Österreichs Starmagazin ebenfalls das aktuelle Society-Geschehen. Der österreichische Privatsender ATV betreibt das Sendeformat Hi Society.
Der Autor Manfred Baumann beschreibt und verwendet den Begriff Schickeria in seinem 2010 erschienenen ersten Kriminalroman Jedermanntod, der in der Festspielstadt Salzburg zur Zeit der „Jedermann"-Aufführungen“ spielt. Unter anderem beleuchtet er die gesellschaftliche Schicht, die nicht nur der Kunst wegen, sondern auch ihrer Selbstdarstellung wegen die Festspielzeit begleitet.